# 如果我們的世界消失了 (電視劇)
《如果我們的世界消失了》（英語：Station Eleven），是一部美國後末日反烏托邦電視劇，改編自艾蜜莉·孟德爾的2014年小說《如果我們的世界消失了》，由帕特里克·薩默維爾主創，麥坎西·黛維斯、希姆許·帕托、瑪蒂爾達·勞勒、大衛·威爾莫特、納布罕·里茲萬、丹尼爾·佐瓦托、菲莉萍·維芝和蘿莉·佩蒂主演。
該劇於2021年12月16日在HBO Max上首播，全劇共十集。該劇的整體口碑不俗，主要讚揚劇本對各個角色的刻劃和演員表現，並於2022年獲得七項黃金時段艾美獎提名。

## 劇情背景
二十年前，一種致命病毒在全球蔓延，令大部份人類死亡。在美國，一群倖存者組成了旅劇團，在各個倖存者社區進行巡迴演出，但卻遇上一個由與劇團成員克里斯滕有密切關係的男子所帶領的邪教。

## 演員

### 主演
- 麥坎西·黛維斯 飾演 克爾斯滕·雷蒙德（Kirsten Raymonde）：旅劇團的知名女星，在末日後穿梭各個倖存區進行巡迴演出[2]。
  - 瑪蒂爾達·勞勒（英语：Matilda Lawler） 飾演 年輕的克爾斯滕：與亞瑟一同演出《李爾王》的八歲童星[2]。
- 希姆許·帕托 飾演 吉曼·喬杜里（Jeevan Chaudhary）：《李爾王》的觀眾，病毒爆發初期與克爾斯滕一同求生和流浪[2]。
- 大衛·威爾莫特（英语：David Wilmot (actor)） 飾演 克拉克·湯普森（Clark Thompson）：已轉行從商的前舞台劇演員，亞瑟和米蘭達的好友，末日後在機場建立「文明博物館」[2]。
- 納布罕·里茲萬（英语：Nabhaan Rizwan） 飾演 弗蘭克·喬杜里（Frank Chaudhary）：腿部殘廢的前戰地記者，吉曼的弟弟，末日初期與哥哥和克爾斯滕一同生活[2]。
- 丹尼爾·佐瓦托（英语：Daniel Zovatto） 飾演 泰勒·利安德（Tyler Leander）：自稱為「先知大衛」的邪教首領，在末日中到處拐帶孩子加入相信《第十一號站》畫冊故事的邪教[2]。
  - 朱利安·奧布拉德斯（Julian Obradors） 飾演 年輕的泰勒：亞瑟和伊莉莎白的兒子。
- 菲莉萍·維芝（Philippine Velge） 飾演 亞歷山德拉（Alexandra）：叛逆的旅劇團年輕成員[2]。
- 蘿莉·佩蒂（英语：Lori Petty） 飾演 莎拉（Sarah）：旅劇團團長和創始成員，對克爾斯滕如同母親般的存在[2]。

### 常設
- 蓋爾·賈西亞·貝納 飾演 亞瑟·利安德（Arthur Leander）：著名舞台劇演員，末日前與克爾斯滕同台演出《李爾王》的前輩[2]。
- 丹妮兒·戴德維勒 飾演 米蘭達·卡羅爾（Miranda Carroll）：亞瑟的第一任妻子，在外貿公司工作，熱愛畫畫但一直對自己的作品缺乏信心[2]。
- 凱特琳·菲茨傑拉德 飾演 伊莉莎白（Elizabeth）：亞瑟的第二任妻子，泰勒的母親，原為亞瑟所屬劇團的演員，末日後在機場與克拉克一同管理「文明博物館」[2]。
- 安迪·麥昆（英语：Andy McQueen） 飾演 薩伊德（Sayid）：旅劇團成員，克爾斯滕信任的夥伴[2]。
- 大衛·克羅素 飾演 吉爾（Gil）：旅劇團創始成員，莎拉的前夫，後與卡特里娜相愛並退出劇團，安定地生活在一個倖存區[2]。
- 恩里克·克蘭東尼 飾演 布賴恩（Brian）：「文明博物館」的使者[2]。
- 黛珀拉·考斯（英语：Deborah Cox） 飾演 溫蒂（Wendy）：旅劇團的資深音樂家[2]。
- 盧卡·維拉西斯（Luca Villacis） 飾演 科迪（Cody）：被泰勒拐帶的小孩之一，與他關係親密，自稱是他的兒子[3]。
- 普林斯·安邦薩（英语：Prince Amponsah (actor)） 飾演 奧古斯（August）：旅劇團創始成員，克爾斯滕信任的夥伴[3]。
- 狄倫·泰勒（英语：Dylan Taylor (actor)） 飾演 丹（Dan）：旅劇團最新加入的年輕成員[3]。
- 喬·平格（英语：Joe Pingue） 飾演 迪特（Dieter）：旅劇團成員，克爾斯滕信任的夥伴[3]。
- 麥斯威爾·麥凱布-洛克斯（英语：Maxwell McCabe-Lokos） 飾演 弗拉德（Vlad）：旅劇團的資深音樂家[3]。
- 阿賈尼斯·查理（Ajahnis Charley） 飾演 小菊（Chrysanthemum）：為人率直的旅劇團年輕成員[3]。
- 米爾頓·巴恩斯（Milton Barnes） 飾演 邁爾斯（Miles）：駐守機場的運輸安全管理局探員，末日後成為克拉克的副手和情人[3]。
- 凱特·莫耶（英语：Kate Moyer） 飾演 海莉（Haley）：被泰勒拐帶的小孩之一[3]。
- 莎拉·奧倫斯坦（Sarah Orenstein） 飾演 卡特里娜（Katrina）：吉爾的第二任妻子，與他安定地生活在一個倖存區[4]。
- 提摩西·西蒙斯 飾演 吉姆（Jim）：米蘭達的同事[5]。

## 集數
| 集數 | 標題                                     | 譯名                     | 導演              | 編劇                               | 上線日期       |
| --- | ---------------------------------------- | ------------------------ | ----------------- | ---------------------------------- | -------------- |
| 1 | Wheel of Fire                            | 火輪                     | 村井浩            | 帕特里克·薩默維爾                  | 2021年12月16日 |
| 2020年，著名舞台劇演員亞瑟於芝加哥演出《李爾王》時，在台上突然心臟病發。觀眾們都以為是戲劇效果，只有吉曼看出了不妥，衝上台阻止演出，但亞瑟最終仍然不治。吉曼隨後安慰與亞瑟同台的童星克里斯滕，並打算送她回家。路上，吉曼收到當醫生的妹妹打來電話，告訴他有一種致命病毒正在全球蔓延，要他找上弟弟弗蘭克一起避難。由於吉曼無法聯絡克里斯滕的父母，因此他決定暫時讓女孩跟著他行動，先到超市囤積物資，再去公寓區找弟弟。弗蘭克起初不相信吉曼，直至他從窗外看到一架飛機墜毀在公寓區裡。八十日後，吉曼和克里斯滕離開公寓，去探索已經荒廢的城市。二十年後，克里斯滕加入了乘坐馬車到各個倖存區表演的旅劇團，並正在翻閱著亞瑟送給她的畫冊《第十一號站》。 |                                          |                          |                   |                                    |                |
| 2 | A Hawk from a Handsaw                    | 當成鷺鷥的鷹             | 傑里米·珀德斯瓦   | 帕特里克·薩默維爾                  | 2023年6月23日  |
| 病毒爆發後兩年，到處流浪的克里斯滕遇到一位名叫莎拉的作曲家。她與一群志同道合的藝術家成立了一個旅劇團，會按著指定路線定期到各個倖存區巡迴演出。克里斯滕在莎拉的邀請下答應加入。回到現在，克里斯滕已經成為能獨當一面的旅劇團巨星。旅劇團到密歇根湖附近表演時，克里斯滕和另一位演員亞歷山德拉遇到一個名為大衛的怪人和自稱是他兒子的男孩科迪，大衛更在與克里斯滕交談時引用了《第十一號站》的對白，令克里斯滕很訝異。旅劇團隨後演出《哈姆雷特》，過程中克里斯滕憶起她在病毒剛爆發時收到父母已死的訊息，她擁著吉曼和弗蘭克痛哭的情境。一位自稱是「文明博物館」使者的男子找上劇團，邀請他們到博物館表演，但因該館的位置不在指定路線上而被莎拉拒絕。夜裡，克里斯滕與大衛對質，想知道為何他會知道畫冊的對白。大衛搪塞過去，反而要脅克里斯滕讓他加入劇團，否則將會令劇團成員逐個消失。為了保護如同家人般的劇團成員，克里斯滕持刀捅向大衛的要害。翌日，以為已經殺死大衛的克里斯滕卻發現他的屍體和科迪都消失了。 |                                          |                          |                   |                                    |                |
| 3 | Hurricane                                | 颶風                     | 村井浩            | 莎農·休斯頓（Shannon Houston）                    | 2021年12月16日 |
| 亞瑟手上的《第十一號站》畫冊其實是由他的妻子米蘭達繪製。2007年，亞瑟與米蘭達結婚，但由於二人的價值觀不合，在婚後反而變得疏離。一次，亞瑟向劇團朋友伊莉莎白展示一本米蘭達尚未完成的畫冊，米蘭達認為亞瑟不尊重她的作品，於是把畫冊連同屋子一同燒了，並離開了亞瑟。2020年，米蘭達造訪亞瑟，將兩本已經完成並出版的畫冊《第十一號站》送給他和他的兒子泰勒。亞瑟想挽留她，但被她一口拒絕，僅答應在公幹回來後與他再見一面。然而，就在米蘭達到馬來西亞工作時，病毒開始蔓延。米蘭達亦收到好友克拉克通知亞瑟在表演期間身亡的消息，失意的她放棄離開疫埠的機會，留在酒店內，並看到畫冊內的圖像成真。 |                                          |                          |                   |                                    |                |
| 4 | Rosencrantz and Guildenstern Aren't Dead | 羅生克蘭和蓋登思鄧沒有死 | 海倫·薛佛         | 尼克·庫斯（Nick Cuse）                      | 2021年12月23日 |
| 病毒爆發後一年，克里斯滕有一次因沉迷看畫冊而差點害死吉曼，吉曼一怒之下將畫冊丟在野外，並與克里斯滕大吵一架。吉曼很快便後悔，並外出打算撿回畫冊，但卻再也沒有回來。回到現在，由於克里斯滕將畫冊藏在已退休的劇團創始人吉爾的家，因此她哄騙莎拉讓劇團中的演員和音樂家分開行動，其中演員一組繞道到吉爾家稍作停留，以確保吉爾和畫冊的安全。劇團抵達吉爾身處的倖存區時，發現所有孩子都已被一個自稱先知的男子（大衛）拐走。為了讓眾居民忘記傷痛，劇團特別為他們演出《哈姆雷特》。克里斯滕與同情大衛的亞歷吵架，亞歷最終獨自騎馬離開。同時，有兩名被大衛拐走的孩子拿著炸彈回到倖存區，與吉爾相擁後引爆，三人死在克里斯滕眼前。 |                                          |                          |                   |                                    |                |
| 5 | The Severn City Airport                  | 賽文市機場               | 露西·徹尼亞克（Lucy Tcherniak） | 科德·杰斐遜                        | 2021年12月23日 |
| 在病毒爆發初期，克拉克與已和亞瑟離婚的第二任妻子伊莉莎白和兒子泰勒滯留在塞文市機場。克拉克在搞清狀況後發表演說鼓勵大家積極求生，成為了眾人的領袖，並在運輸局探員邁爾斯等人的幫助下成功將機場改建成適合居住的倖存區。伊莉莎白為了不讓泰勒擔心父親，訛稱這些年來亞瑟其實一直有寫信給他，而《第十一號站》是父親給他的禮物。百多天後，克拉克計劃興建「文明博物館」。泰勒從一架被認為全是感染者的飛機上找到一個倖存者，於是他將倖存者帶回機場大樓。不過，所有人看到倖存者後非常害怕，邁爾斯更直接將他一槍打死。事件令泰勒看到大人們的自私，於是他在一天夜內燒了自己經常逗留的一架飛機，假裝死亡後獨自離開，並揭示他就是後來的先知大衛。 |                                          |                          |                   |                                    |                |
| 6 | Survival is Insufficient                 | 不足生存                 | 海倫·薛佛         | 莎拉·麥卡倫                        | 2021年12月30日 |
| 雖然亞歷最終回到劇團，但克里斯滕認為泰勒要為吉爾之死負責，因此執意前往找他報仇。克里斯滕離開後，「文明博物館」派持槍的使者要脅劇團，並告訴莎拉劇團的音樂家已經被請到博物館表演。莎拉只好答應，然而她在抵達機場後卻突然心臟病發。同時，克里斯滕找到泰勒和被他拐帶的小孩。然而，泰勒卻告知她劇團被「文明博物館」綁架的消息，並邀請她跟自己聯手對付博物館，讓他取回一樣屬於他的東西。克里斯滕答應，並與泰勒和小孩們一同前往機場，但途中他們遭一群帶紅頭巾的掠奪者襲擊。 |                                          |                          |                   |                                    |                |
| 7 | Goodbye My Damaged Home                  | 再見破居                 | 露西·徹尼亞克     | 基姆·斯蒂爾（Kim Steele）                    | 2021年12月30日 |
| 科迪和幾名小孩被殺，克里斯滕與掠奪者們苦戰，雖然最後將他們悉數反殺，但她亦重傷昏迷。時間回到病毒爆發初期，弗蘭克雖然在收到妹妹的電話後已經將家中所有海洛英丟掉，但仍被吉曼看出端倪，二人大吵一架。後來，弗蘭克與克里斯滕開始熟絡，他也將一直閉口不談的往事告訴她，包括他腿腳殘廢的原因。吉曼看著日漸減少的糧食而憂心忡忡，他提出要外出尋找物資，但被弗蘭克拒絕，他認為吉曼根本不可能同時照顧自己和克里斯滕兩個負累，要他放棄自己。克里斯滕將《第十一號站》改編成劇本，與兩位大人一同進行角色扮演，但過程中一個歹徒闖進公寓。弗蘭克故意撲上去與歹徒搏鬥，並遭其捅死。憤怒的吉曼遂將歹徒殺死。最後，吉曼和克里斯滕離開公寓到東面探索。多年後，克里斯滕曾一度返回公寓，向弗蘭克道謝和告別。 |                                          |                          |                   |                                    |                |
| 8 | Who's There?                             | 那邊是誰？               | 海倫·薛佛         | 帕特里克·薩默維爾、莎拉·麥卡倫     | 2022年1月6日   |
| 克里斯滕與泰勒繼續前往塞文市機場，而劇團亦已完成隔離，開始籌備演出。邁爾斯在林中發現二人，遂將他們領回機場。克拉克要二人證明他們是演員，於是克里斯滕說出《第十一號站》的對白，與熟悉畫冊內容的泰勒即興演出。克里斯滕隨後與其他劇團成員重聚，得知莎拉病危，同時也發現泰勒與「文明博物館」的關係。邁爾斯認出泰勒，遂告知伊莉莎白。伊莉莎白與泰勒重聚，但泰勒無意認回母親，更在夜裡燒了整個博物館，心血被毀的克拉克受不住打擊昏倒。時間回到病毒爆發前，克拉克因情人和演藝前途都被亞瑟奪去而曾和他大吵一架。 |                                          |                          |                   |                                    |                |
| 9 | Dr. Chaudhary                            | 喬杜里醫生               | 傑里米·珀德斯瓦   | 威爾·韋格爾（Will Weggel）、帕特里克·薩默維爾 | 2022年1月6日   |
| 病毒爆發後約一年，急於尋找同伴的吉曼在無線電上向一個女人訛稱自己是醫生。隨後，他在搜索物資時被一個掠奪者襲擊，但把風的克里斯滕卻因沉迷看畫冊而沒有施救。死裡逃生的吉曼大發雷霆，將《第十一號站》丟在野外。後來他在夜內打算撿回畫冊時被狼襲擊。醒來時，他發現自己身處一間被改成專門替孕婦接生的百貨公司內，救他的蘿拉正是先前在無線電上的女人。蘿拉告訴吉曼他因腿傷嚴重而被截肢，並希望他能為眾多待產的孕婦接生。沒有醫學背景的吉曼只好向蘿拉坦白，並打算坐輪椅回到林中找克里斯滕。然而，由於外面正下著大雪，加上他在門前又遇到一個長途跋涉來產子的孕婦。於是他便答應暫時留下來幫忙。回到現在，吉曼憑經驗和自學而真的成為了一名醫生，而且已和蘿拉結婚產子。一天，他收到來自「文明博物館」的治療委託。 |                                          |                          |                   |                                    |                |
| 10 | Unbroken Circle                          | 永恆的圓                 | 傑里米·珀德斯瓦   | 帕特里克·薩默維爾                  | 2022年1月13日  |
| 病毒爆發初期，米蘭達在接到亞瑟身亡的消息後，她叮囑克拉克要好好照顧伊莉莎白和泰勒，並致電一架由馬來西亞飛往芝加哥的航班機師，勸他不要將已受感染的乘客進入塞文市機場裡。回到現在，吉曼為在博物館大火中燒傷的克拉克治癒，又在莎拉臨終前陪伴她。克里斯滕將她與亞瑟的關係告知克拉克和伊莉莎白，並要求泰勒和二人一同參與《哈姆雷特》的演出，分別飾演哈姆雷特、克勞迪和葛楚。演出時，當泰勒將刀架在克拉克的脖子時，克拉克說他其實也一樣愛亞瑟。泰勒因此原諒了他和伊莉莎白。這時，被泰勒拐帶的孩子拿著炸彈出現在機場，克里斯滕拿著畫冊告訴他們一切都只是個故事。伊莉莎白最後決定與泰勒和孩子們一起展開新生活，亞歷亦選擇與他們一同離開。克里斯滕終於與吉曼重聚，二十年沒見的他們終於向對方盡訴心中情，最終在一個分歧路口分道揚鑣，並相約翌年在機場再見。 |                                          |                          |                   |                                    |                |

## 製作

### 開發
2015年2月，製作人史考特·斯坦多夫取得艾蜜莉·孟德爾的末日幻想小說《如果我們的世界消失了》的電影和電視劇改編權，而HBO Max於2019年6月5日確認將會製作改編電視劇，由帕特里克·薩默維爾和村井浩執導和擔任執行製作人，作者孟德爾擔任製作人，其他執行製作人包括斯坦多夫、傑西卡·羅德斯（Jessica Rhoades）、迪倫·拉塞爾（Dylan Russell）、斯科特·德爾曼（Scott Delman）、傑里米·珀德斯瓦和內特·馬特森（Nate Matteson）。該劇預定於2021年12月首播，珀德斯瓦、海倫·薛佛和露西·徹尼亞克（Lucy Tcherniak）確認會執導部份集數。
該劇的主創人帕特里克·薩默維爾是《如果我們的世界消失了》的書迷和作者孟德爾的多年好友，一直都希望能將小說影視化。直至2015年，斯坦多夫在取得版權後本打算將該小說改編成電影，但因小說的內容和節奏難以寫成電影劇本，令創作團隊非常懊惱。薩默維爾當時找上斯坦多夫，提出將該小說改編成限定劇集的想法，並在完成《狂想》的製作後加入創作團隊，最終成功令HBO Max為改編劇集開綠燈。薩默維爾對原著小說的劇情和設定均作出大量修改。他雖認為改動原著或會造成不可挽回的連帶性破壞，但同時他希望能將原著的優點放大。他認為原著以第二人稱的角度敍述更能刻劃角色的內心轉變，因此他採用非線性的時間線，並在村井浩的提議下將二十年前和現在兩條故事線交替敍述，將各個角色的過往記憶和兒時性格的轉變區分開來，隨著故事發展才慢慢揭曉。由於薩默維爾非常喜歡原著只有約略提及的亞瑟·利安德故事線，因此將他與他的妻子米蘭達的戲份大大增加。他亦為所有原著中毫無交集的角色加入背景故事，將眾人的故事線串連在一起，令故事更流暢，同時亦豐富了如先知大衛等原著中缺乏塑造的角色，讓觀眾更能代入和同情他們。此外，創作團隊在編劇尼克·庫斯（Nick Cuse）的提議下將只在原著開首提及的克爾斯滕和吉曼在病毒爆發初期一同生活的經歷大幅加長，強化二人的羈絆和內心轉變，並加入克爾斯滕回到公寓一幕和在結局設計二人重逢的戲碼。2020年，該劇開拍後不久便遇上COVID-19疫情，令拍攝工作延誤。劇組對部份劇情作出了修改，包括加入了第九集關於吉曼成為醫生的故事線，並修改了該劇的定位，加入了對生與死等議題的探討，同時希望透過劇集探討疫症對社會和個人心理會帶來的影響，鼓勵觀眾樂觀面對疫情。

### 選角

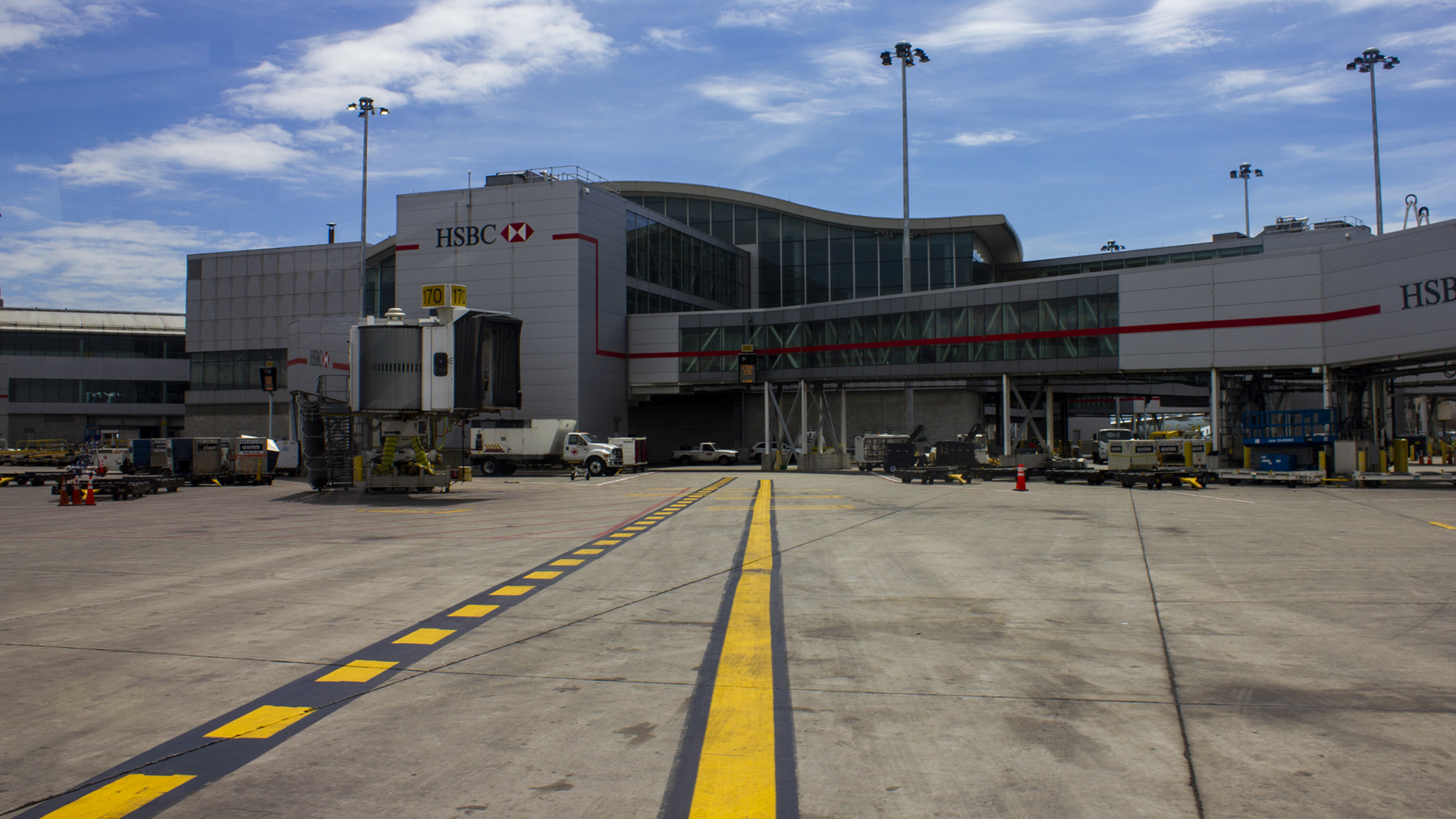
劇中虛構的賽文市機場於多倫多皮爾遜國際機場取景

2019年10月，麥坎西·黛維斯、希姆許·帕托和大衛·威爾莫特宣佈參演。同年11月，瑪蒂爾達·勞勒加入演員陣容。2020年1月，蓋爾·賈西亞·貝納宣佈將會出演常設角色。同年2月，丹妮兒·戴德維勒亦宣佈會出演常設角色。同年3月，納布罕·里茲萬和菲莉萍·維芝（Philippine Velge）宣佈將會出演主要角色。2021年4月，丹尼爾·佐瓦托、蘿莉·佩蒂、安迪·麥昆、大衛·克羅素、恩里克·克蘭東尼、朱利安·奧布拉德斯（Julian Obradors）和黛珀拉·考斯宣佈加入演員陣容。同年6月，盧卡·維拉西斯（Luca Villacis）、普林斯·安邦薩、狄倫·泰勒、喬·平格、麥斯威爾·麥凱布-洛克斯、阿賈尼斯·查理（Ajahnis Charley）、米爾頓·巴恩斯（Milton Barnes）和凱特·莫耶宣佈參演。

### 拍攝
主體拍攝於2020年1月在芝加哥開始，但在3月因COVID-19疫情而暫停，並於翌年2月1日改到密西沙加取景，大部份場景都在當地拍攝，包括安大略湖和伍德布里奇自然保護區，而劇中虛構的賽文市機場在當地多倫多皮爾遜國際機場和安大略科學中心取景，並於同年7月9日殺青。其餘場景則在多倫多和奧沙華取景拍攝。原著小說本來是設定於孟德爾的家鄉多倫多，薩默維爾在改編時打算將故事背景改成自己的家鄉芝加哥。然而，由於該劇在拍攝期間巧合地遇上疫情，最終令拍攝地點要改回多倫多和鄰近的城鄉密西沙加。

## 發行
該劇的首三集於2021年12月16日在串流平台HBO Max上首播。2023年2月23日，派拉蒙家庭娛樂推出超高畫質藍光光碟、藍光光碟和DVD版本。

## 評價
《如果我們的世界消失了》普遍獲得正面評價，主要讚揚該劇的題材、角色刻劃和演員表現。該劇在爛蕃茄根據54條評論，持有98%的新鮮度，平均得分為8.1／10。該網站的普遍評價為「《如果我們的世界消失了》以見解獨到和貼合主題的主旨——『戲還得照演』來獎勵有耐性的觀眾」。Metacritic則根據27則評論，給予81／100的分數，評價屬「總體好評」。
《衞報》的露西·曼根認為該劇的整體節奏雖然緩慢，但劇本卻善用這一點將每條角色線刻劃飽滿。《紐約時報》的詹姆斯·波尼沃茲克讚揚該劇運用緩慢的節奏和拍攝手法來詮釋影響全球的突變，這種特別的敍事方式更能引起觀眾反思。Vulture的詹·錢尼（Jen Chaney）則讚揚該劇的題材切身，並為受COVID-19影響的觀眾帶出正面訊息。

### 獎項與提名
| 年份 | 獎項                           | 類別                             | 提名者 | 結果 | 參     |
| ---- | ------------------------------ | -------------------------------- | --- | ---- | ------ |
| 2022 | 第74屆美國導演工會獎           | 最佳電視劇集導演獎               | 村井浩（提名分集：〈火輪〉） | 提名 | [ 41 ] |
| 2022 | 第33屆GLAAD媒體獎              | 最佳電視電影和有限劇集           | 不適用 | 提名 | [ 42 ] |
| 2022 | 2022年哥譚獨立電影獎           | 突破劇集－長篇（40分鐘以上）     | 不適用 | 提名 | [ 43 ] |
| 2022 | 2022年哥譚獨立電影獎           | 最佳新劇集演出                   | 瑪蒂爾達·勞勒 | 提名 | [ 43 ] |
| 2022 | 第2屆好萊塢影評人協會獎        | 最佳電視劇集                     | 不適用 | 提名 | [ 44 ] |
| 2022 | 第2屆好萊塢影評人協會獎        | 最佳電視劇集導演                 | 村井浩（提名分集：〈火輪〉） | 提名 | [ 44 ] |
| 2022 | 第2屆好萊塢影評人協會獎        | 最佳電視劇集編劇                 | 柏德烈·薩默維爾（提名分集：〈永恆的圓〉） | 提名 | [ 44 ] |
| 2022 | 第9屆年度場地管理工會國際大獎  | 最佳有限劇集場地管理             | 斯爾詹·維洛蒂耶維奇（Srdjan Vilotijevic）、埃爾默·瓊斯（Elmer Jones）、斯特凡·尼科洛夫（Stefan Nikolov）、 斯圖爾特·貝貝里奇（Stuart Berberich）                                                                                 | 獲獎 | [ 45 ] |
| 2022 | 第82屆皮博迪獎                 | 最佳娛樂劇集                     | 不適用 | 提名 | [ 46 ] |
| 2022 | 第74屆黃金時段艾美獎           | 最佳有限劇集或電視電影男主角     | 希姆許·帕托 | 提名 | [ 47 ] |
| 2022 | 第74屆黃金時段艾美獎           | 最佳有限劇集或電視電影導演       | 村井浩（提名分集：〈火輪〉） | 提名 | [ 47 ] |
| 2022 | 第74屆黃金時段艾美獎           | 最佳有限劇集或電視電影編劇       | 柏德烈·薩默維爾（提名分集：〈永恆的圓〉） | 提名 | [ 47 ] |
| 2022 | 第74屆創意藝術艾美獎           | 最佳有限和紀錄劇集或電影攝影     | 克里斯蒂安·斯普林格（Christian Sprenger）（提名分集：〈火輪〉） | 提名 | [ 47 ] |
| 2022 | 第74屆創意藝術艾美獎           | 最佳有限和紀錄劇集或電影配樂創作 | 丹·羅梅爾（提名分集：〈永恆的圓〉） | 提名 | [ 47 ] |
| 2022 | 第74屆創意藝術艾美獎           | 最佳有限和紀錄劇集或電影單鏡剪接 | 大衛·艾森伯格（David Eisenberg）、安娜·豪格（Anna Hauger）、安東尼·麥卡菲（Anthony McAfee）、 約妮·賴斯（Yoni Reiss）（提名分集：〈永恆的圓〉）                                                                         | 提名 | [ 47 ] |
| 2022 | 第74屆創意藝術艾美獎           | 最佳有限和紀錄劇集或電影混音     | 布拉德利·諾夫（Bradley North）、蒂芙尼·格里菲斯（Tiffany S. Griffith）、邁克爾·查克（Chuck Michael）、 馬特·曼塞爾（Matt Manselle）、馬特·特爾西（Matt Telsey）、羅傑特·沃斯特（Lodge Worster）、 布賴恩·斯特勞布（Brian Straub）（提名分集：〈火輪〉）             | 提名 | [ 47 ] |
| 2022 | 第38屆電視評論家協會獎         | 最佳電影、電視劇和特輯           | 不適用 | 提名 | [ 48 ] |
| 2022 | 南加州大學編劇協會獎2022       | 最佳電視改編劇本                 | 柏德烈·薩默維爾（提名分集：〈火輪〉）；改編自艾蜜莉·孟德爾《如果我們的世界消失了》                                                                                    | 提名 | [ 49 ] |
| 2023 | 藝術指導公會傑出作品設計獎2022 | 最佳有限劇集和電視電影藝術設計   | 露絲·安蒙（Ruth Ammon） | 提名 | [ 50 ] |
| 2023 | 第28屆評論家選擇獎             | 最佳限定劇集                     | 不適用 | 提名 | [ 51 ] |
| 2023 | 第75屆美國導演工會獎           | 最佳有限劇集和電視電影導演       | 傑里米·珀德斯瓦（提名分集：〈永恆的圓〉） | 提名 | [ 52 ] |
| 2023 | 第75屆美國導演工會獎           | 最佳有限劇集和電視電影導演       | 海倫·薛佛 （提名分集：〈那邊是誰？〉） | 獲獎 | [ 52 ] |
| 2023 | 第38屆獨立精神獎               | 最佳新有腳本系列                 | 帕特里克·薩默維爾、傑西卡·羅德斯（Jessica Rhoades）、史考特·斯坦多夫、迪倫·拉塞爾（Dylan Russell）、 斯科特·德爾曼（Scott Delman）、村井浩、傑里米·珀德斯瓦、內特·馬特森（Nate Matteson）、 大衛·尼克賽（David Nicksay）、尼克·庫斯（Nick Cuse） | 提名 | [ 53 ] |
| 2023 | 第38屆獨立精神獎               | 最佳新有腳本系列主演演出         | 希姆許·帕托 | 提名 | [ 53 ] |
| 2023 | 第38屆獨立精神獎               | 最佳新有腳本系列配角演出         | 丹妮兒·戴德維勒 | 提名 | [ 53 ] |

## 外部連結
- 官方网站
- 互联网电影数据库（IMDb）上《如果我們的世界消失了》的资料（英文）
- 豆瓣电影上《如果我們的世界消失了》的資料 （简体中文）